# Brachythecium satsumense
Brachythecium satsumense là một loài rêu trong họ Brachytheciaceae. Loài này được Sakurai mô tả khoa học đầu tiên năm 1932.